# Roxette Live: Travelling The World
Roxette Live: Travelling The World è un video concerto del duo pop rock svedese Roxette, pubblicato nel 2013.

## Descrizione
A conferma del successo del tour mondiale, nel 2013, viene pubblicato il video Roxette Live: Travelling The World.
Il video include un concerto con 20 brani eseguiti dal vivo, tra Argentina, Cile e Brasile, durante il Neverending Tour, e registrati nelle seguenti tappe: il 3 maggio 2012 (Córdoba, Argentina), il 5 maggio 2012 (Santiago, Cile) e l'8 maggio 2012 (Curitiba, Brasile).
Oltre il concerto il video include anche il documentario "It All Begins Where It Ends - The Incredible Story Of Roxette" che mostra vari retroscena del tour e varie interviste al gruppo, tra le quali una di Marie, che racconterà, per la prima volta, di come è sopravvissuta al tumore.
Il CD allegato Roxette live at Coupolican, Santiago, Chile May 5, 2012 che include quasi l'intero concerto, è stato registrato appunto al Teatro Coupolicán di Santiago, in Cile, il 5 maggio 2012.

### Edizioni
Roxette Live - Travelling The World è stato pubblicato in DVD+CD, disponibile anche in una custodia CD, e per la prima volta anche nella versione Bluray+CD.

### Travelling The World
Live at Coupolican, Santiago, Chile May 5, 2012 è uscito il 6 dicembre 2012 anche in versione digitale, con due brani extra (Silver Blue e Church Of Your Heart), e con l'album dal titolo "Travelling The World".
Il Coupolican, Santiago, Chile May 5, 2012 è la seconda pubblicazione dei Roxette che include interamente brani eseguiti dal vivo, se non si esclude il CD contenuto nell'edizione deluxe dell'album Charm School, il quale include brani tratti da alcune date del precedente tour, del 2010, ed allo stesso tempo è il primo album live ufficiale, anche se pubblicato solo in digitale, e affiancato principalmente, nella versione CD, ad un home video.

### Documentario e concerto alla TV svedese
Il documentario "It All Begins Where It Ends" è stato trasmesso in Svezia, il 26 dicembre 2012, in una versione ridotta di un'ora, dal canale svedese SVT1, quasi un anno prima dalla pubblicazione ufficiale, mentre a gennaio del 2013 il concerto è stato mandato in onda, sempre in una versione ridotta di un'ora, che però, da come mostrato dalla tv svedese, sembrerebbe essere leggermente differente, dalla versione in DVD e bluray, se non altro perché, vengono segnalate tappe differenti per ogni canzone, che non vengono descritte nella versione in home video.

## Tracce
DVD e Blu-Ray
- Roxette Live - Travelling The World

1. Dressed For Success
2. Sleeping In My Car
3. The Big L.
4. Silver Blue
5. Stars
6. She's Got Nothing On (But The Radio)
7. Perfect Day
8. Things Will Never Be The Same
9. It Must Have Been Love
10. It's Possible
11. 7Twenty7
12. Fading Like A Flower (Every Time You Leave)
13. Crash! Boom! Bang!
14. How Do You Do!
15. Dangerous
16. Joyride
17. Spending My Time
18. The Look
19. Listen To Your Heart
20. Church Of Your Heart

- Documentary

It All Begins Where It Ends - The Incredible Story of Roxette
- Extras

"So Christopher" - Solo Su Bluray
1. Gessle Cam Part 1 "So, Christopher?"
2. Gessle Cam Part 2 "Studio Work"
3. Gessle Cam Part 3 "Travelling"
4. Mikael Nogueira-Svensson - The Secret Life of A Guitar Tech

CD e in digitale
- Roxette live at Caupolicán, Santiago, Chile, 5 maggio 2012

1. Dressed For Success – 4:32
2. Sleeping In My Car – 3:45
3. The Big L. – 4:48
4. She's Got Nothing On (But The Radio) – 5:20
5. Perfect Day – 4:08
6. It Must Have Been Love – 5:38
7. It's Possible – 3:14
8. 7Twenty7 – 5:14
9. Fading Like A Flower – 5:02
10. Crash! Boom! Bang! – 5:21
11. How Do You Do! – 3:07
12. Dangerous – 4:33
13. Joyride – 4:48
14. Spending My Time – 6:20
15. The Look – 6:33
16. Listen to Your Heart – 6:25
17. Silver Blue (solo con album digitale)
18. Church Of Your Heart (solo con album digitale)

Durata totale: 78:48